# Ehemals Reichsstädtische Bibliothek Lindau
Die Ehemals Reichsstädtische Bibliothek Lindau (ERB) im Alten Rathaus der bayerischen Stadt Lindau (Bodensee) ist ein bedeutender Teil des örtlichen Stadtarchivs. Mit rund 15.000 historischen Bänden und mehr als 140 Inkunabeln (Wiegendrucken) ist sie die größte historische Rats- und Bürgerbibliothek am nördlichen Bodenseeufer. Die ehemalige Forschungsbibliothek wurde 2013 als Bibliotheksmuseum öffentlich zugänglich gemacht.

## Ordnung

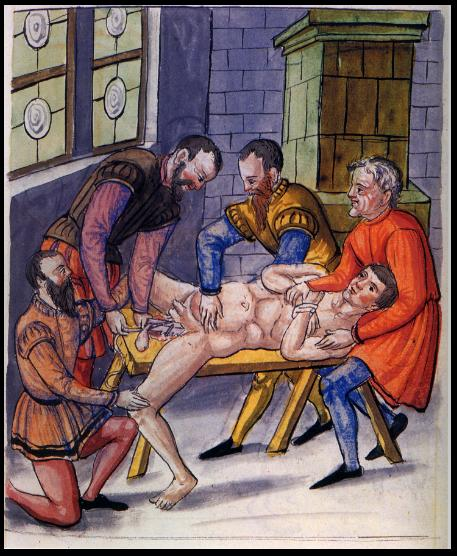
Illustration aus Caspar Stromayrs Practica Copiosa

Ein handschriftlicher Standortkatalog wurde 1855/56 erstellt und bis etwa 1950 mit Ergänzungen oder Revisionsvermerke versehen. Der Katalog ist als PDF-Datei online gestellt. Die Bibliothek kann wissenschaftlich als Präsenzbibliothek genutzt werden.
Die um 1780 eingeführte Ordnung des Buchbestands, noch unterteilt nach Größenformat, nennt folgende 17 Abteilungen:
A – Naturgeschichte, Physik, Ökonomie
B – Geographie, Genealogie, Chronologie, Heraldik, Numismatik
C – Philosophie und Philologie
D – Mathematik
E – Allgemeine und besondere Geschichte
F – Scriptores Rerum Germanicarum et Jus Publicum
G – Bibelsammlung; 262 Bände
H – Exegetische Schriften; 572 Titel, überwiegend reformatorischer Exegesen
Ja – Patristik, Dogmatik und Moraltheologie
Jb – Theologische Literaturgeschichte
K – Vermischte theologische Schriften, insbesondere asketischen und polemischen Inhalts
L – Zivil- und Kirchenrecht
Ma – Medizin, Chirurgie
Mb – Alchimie
N – Kirchengeschichte
O – Literarische Geschichte
P – Vermischte Schriften und Manuskripte

## Geschichte
Die Bibliothek wurde am 9. August 1538 von Lindauer Bürgern gegründet. Der Grundstock des Bestandes stammte vermutlich aus Beständen des 1528 nachreformatorisch aufgelösten, zu den Franziskaner-Minoriten gehörenden örtlichen Franziskanerklosters. Bis 1796 wuchs die Sammlung durch Zukäufe, Nachlässe, Schenkungen und Pflichtexemplare auf über 13.000 Bände an, jedoch stellte die Stadt aufgrund ihrer Verschuldung Neueinkäufe ein. 1810 wurde die Bibliothek kurzzeitig an die Bayerische Stiftungsadministration überführt, aber schon 1818 fiel sie wieder an die Stadt Lindau zurück. Ab den 1930er Jahren fanden wieder nennenswerte Neuanschaffungen statt.
Die Ehemals Reichsstädtische Bibliothek Lindau ist seit 1951 im Erdgeschoss des 1422 erbauten Alten Rathauses der Stadt untergebracht. 2013 wurde das Alte Rathaus mit der Bibliothek für rund 320.000 Euro umgebaut. Neben einer Klimatisierung, einem Windfang und einer Präsentationswand wurde auch ein Glaskubus zum Schutz der wertvollen Bücher installiert. In den Räumlichkeiten wurde ein Bibliotheksmuseum mit einer Informationswand eingerichtet und die bis dahin nur Fachkreisen zugängliche Bibliothek auch für das allgemeine Publikum geöffnet.